# Teenager
 Der er for få eller ingen kildehenvisninger i denne artikel, hvilket er et problem. Du kan hjælpe ved at angive troværdige kilder til de påstande, som fremføres i artiklen.

En teenager er en person i alderen 13 til 19 år, som står mellem at være barn og voksen. Udtrykket stammer fra engelsk, hvor tallene fra 13 til 19 ender på "teen". Teenagealderen er kendt som meget problematisk for både teenagere og deres forældre og  medfører ofte  humørsvingninger og  brug for masser af søvn.	
Begrebet blev opfundet i 1950'erne, hvor den stigende velstand i Vesten medførte en længere periode mellem barndom og voksenliv, som de unge brugte på at uddanne sig i. 
| Familie | Spire Denne artikel om familie og parforhold er en spire som bør udbygges. Du er velkommen til at hjælpe Wikipedia ved at udvide den. |